# 琉海ビル陥没事故
琉海ビル陥没事故（りゅうかいビルかんぼつじこ）は、1973年（昭和48年）11月26日、沖縄県那覇市の琉球海運のビル建設現場で発生した陥没事故である。
事故現場の那覇市前島2丁目は市の中心部にあたり、そのメインストリートである国道58号が1車線を残し、約100mにわたり8mの深さに陥没した。この事故により、駐車中の乗用車9台が巻き添えになり、周辺のアパートや民家なども被害に遭ったが、けが人はなかった。

## 概要
この事故については、翌11月27日の衆議院沖縄及び北方問題に関する特別委員会で取り上げられた。議事録によれば、琉海ビルは敷地面積2,341m2、地上20階・地下4階・塔屋2階、軒高70.3mで、竹中工務店と大城組の共同企業体が施工を担当し、ホテルとして建設されていた。当初は地上4階・地下4階の設計で、1973年4月15日に着工されたが、同年9月22日に地上20階建てに設計変更された。完成すれば当時の沖縄県内で最大のビルとなる予定であった。
事故当時は鋼矢板を打ち込んで基礎の土留を行っていたが、事故当日の昼頃から土の応力が増して危険な状態となり、16時頃に擁壁が崩壊した。危険が察知されてから崩壊するまでに時間があったため、沖縄県警察が付近の住民を避難させたことから、けが人は発生しなかった。なお被害に遭った住宅は『琉球新報』では7棟と報道されたが、衆議院会議録では「8棟11世帯で被害者49名、それ以外にも周囲35mにわたり22世帯の建物に亀裂」とされている。
議事録によれば事故原因として、現場付近一帯は海沿いの埋立地で軟弱地盤であったことが指摘された。また1972年5月15日の沖縄返還の翌年に起きた事故であり、当時は沖縄復興と1975年開催の沖縄国際海洋博覧会（海洋博）に向けて「非常に大きな工事が大量に短時間に発注されているという状況下」にあり、海洋博に間に合わせるため突貫工事が行われていた可能性なども指摘された。この事故により同ビルの建設は中止された。
国道58号は突貫工事により38時間後に復旧したが、倒壊した民家の瓦礫ごと埋め立てたこと、原因究明に支障をきたしたことが問題となった。事故現場は長く駐車場となっていたが、2020年現在ではパチンコ店となっている。